# جاك سكريفن
جاك سكريفن (4 يونيو 1995 في المملكة المتحدة - ) (بالإنجليزية: Jack Scriven)‏ هو لاعب كريكت بريطاني.

## وصلات خارجية
- جاك سكريفن على موقع إي آس بي آن كريك إنفو (الإنجليزية)